# Bunești (Suceava)
Buneşti é uma comuna romena localizada no distrito de Suceava, na região de Moldávia e Bucovina. A comuna possui uma área de 28.89 km² e sua população era de 2725 habitantes segundo o censo de 2007.